# Ка Нјеро (Венеција)
Ка Нјеро (итал. Ca' Niero) је насеље у Италији у округу Венеција, региону Венето.
Према процени из 2011. у насељу је живело 26 становника. Насеље се налази на надморској висини од 10 м.